# Dina Meyer
Dina Meyer (New York, 22 dicembre 1968) è un'attrice statunitense.

## Biografia
Nata nel quartiere newyorkese del Queens, di origini ebraiche, racconta di aver amato fin da piccola la danza e la recitazione, ma sceglie definitivamente quest'ultima dopo aver conseguito la laurea alla Long Island University. La Meyer debutta nel 1993 interpretando il personaggio di Lucinda Nicholson nella serie Beverly Hills 90210. Tre anni dopo appare nel suo primo film, Strapped, e nel 1995 partecipa al film Johnny Mnemonic, nel ruolo di Jane. Nel 1996 fa parte del cast di Dragonheart, accanto a Dennis Quaid e Julie Christie, per poi comparire in altre produzioni fantascientifiche per il cinema e la televisione, quali Starship Troopers di Paul Verhoeven, Star Trek - La nemesi e la serie Birds of Prey nel ruolo di Barbara Gordon/Oracolo.
Nel 2002 interpreta la moglie di Sylvester Stallone nel thriller D-Tox. Nel 2004 interpreta l'horror di successo Saw - L'enigmista e torna nei sequel Saw II - La soluzione dell'enigma, Saw III - L'enigma senza fine e Saw IV. Nel 2009 viene inserita nel cast del film Piranha 3D, diretto da Alexandre Aja e remake di Piranha - La morte viene dall'acqua. Fa delle piccole apparizioni nelle serie televisive Friends e Miss Match. Nel 2005 interpreta il personaggio di Amber Hargrove in Point Pleasant, serie televisiva della Fox.

## Filmografia

### Cinema
- Johnny Mnemonic, regia di Robert Longo (1995)
- Dragonheart, regia di Rob Cohen (1996)
- Starship Troopers - Fanteria dello spazio (Starship Troopers), regia di Paul Verhoeven (1997)
- Testimone pericoloso (Nowhere Land), regia di Ruper Hitzig (1998)
- Bats, regia di Louis Morneau (1999)
- Stranger than Fiction - Un incubo senza fine (Stranger than Fiction), regia di Eric Bross (1999)
- Sulle tracce del passato (Time Lapse), regia di David Worth (2001)
- D-Tox, regia di Jim Gillespie (2002)
- Unspeakable, regia di Thomas J. Wright (2002)
- Deadly Little Secrets, regia di Fiona Mackenzie (2002)
- Star Trek - La nemesi (Star Trek: Nemesis), regia di Stuart Baird (2002)
- The Movie Hero, regia di Brad T. Gottfred (2003)
- Nella morsa dell'inganno (Deception), regia di Richard Roy (2003)
- Saw - L'enigmista (Saw), regia di James Wan (2004)
- Breach, regia di Gregory Storm - cortometraggio (2004)
- Sex Crimes 3 - Le cattive ragazze vogliono solo divertirsi (Wild Things: Diamonds in the Rough), regia di Jay Lowi (2005)
- The Receipt, regia di Tim Garrick - cortometraggio (2005)
- Saw II - La soluzione dell'enigma (Saw II), regia di Darren Lynn Bousman (2005)
- Saw III - L'enigma senza fine (Saw III), regia di Darren Lynn Bousman (2006)
- Crazy Eights, regia di Jimi Jones (2006)
- Decoys 2: seduzione aliena (Decoys 2: Alien Seduction), regia di Jeffery Scott Lando (2007)
- Saw IV, regia di Darren Lynn Bousman (2007)
- Segreti fatali, regia di Meir Sharony (2009)
- Piranha 3D, regia di Alexandre Aja (2010)
- Dead in Tombstone, regia di Roel Reiné (2013)
- Christmas in Palm Springs, regia di Fred Olen Ray (2014)
- Golden Shoes, regia di Lance Kawas (2015)
- Messaggio per uccidere (Text to Kill), regia di George Erschbamer (2015)
- Clarity, regia di Peyv Raz (2015)
- Fortune Cookie, regia di Rob Pallatina (2016)
- Amerigeddon, regia di Mike Norris (2016)
- Fishes 'n Loaves: Heaven Sent, regia di Nancy Criss (2016)
- The Unwilling, regia di Jonathan Heap (2016)
- Ricatto ad alta quota (Turbolence), regia di Nadeem Soumah (2016)
- The Evil Within, regia di Andrew Getty (2017)
- Starship Troopers - Attacco su Marte (Starship Troopers: Traitor of Mars), regia di Shinjii Aramaki (2017) - voce
- Unbelievable!!!, regia di Steven L. Fawcette (2018)
- Detective Knight - Fine dei giochi (Detective Knight: Independence), regia di Edward Drake (2023)

### Televisione
- Armati di pistola (Strapped), regia di Forest Whitaker (1993)
- Beverly Hills 90210 - serie TV, 12 episodi (1993-1994)
- Friends - serie TV, 3 episodi (1997)
- Michael Hayes - serie TV, 1 episodio (1997)
- Ally McBeal - serie TV, 1 episodio (1998)
- Marlowe - Omicidio a Poodle Springs (Poodle Springs), regia di Bob Rafelson - film TV (1998)
- Secret Agent Man - serie TV, 12 episodi (2000)
- Oltre i limiti (The Outer Limits) - serie TV, 1 episodio (2001)
- Federal Protection, regia di Anthony Hickox - film TV (2002)
- Six Feet Under - serie TV, 1 episodio (2002)
- Birds of Prey - serie TV, 14 episodi (2002-2003)
- Miss Match serie TV, 8 episodi (2003)
- La preda (Deception), regia di Richard Roy - film TV (2003)
- CSI - Scena del crimine (CSI: Crime Scene Investigation) - serie TV, 2 episodi (2004-2011)
- Crimes of Passion - Passione criminale (Crimes of Passion), regia di Richard Roy - film TV (2005)
- Innamorarsi a Natale (His and Her Christmas), regia di Farhad Mann - film TV (2005)
- Point Pleasant - serie TV, 13 episodi (2005-2006)
- Thief - Il professionista (Thief) - miniserie TV, 1 episodio (2006)
- La mia amica immaginaria (Imaginary Playmate), regia di William Fruet - film TV (2006)
- CSI: Miami - serie TV, 1 episodio (2007)
- Riddles of the Sphinx, regia di George Mendelux (2008)
- Detective Monk (Monk) - serie TV, episodio 7x08 (2008)
- Il ragazzo della porta accanto (The Boy Next Door), regia di Neill Fearnley – film TV (2008)
- The Lost, regia di Bryan Goeres (2009)
- Nip/Tuck - serie TV, 1 episodio (2009)
- Burn Notice - Duro a morire (Burn Notice) - serie TV, 1 episodio (2009)
- The Net - Incontri pericolosi (Web of Desire), regia di Mark Cole - film TV (2009)
- The Mentalist - serie TV, 1 episodio (2010)
- Castle - serie TV, episodio 2x16 (2010)
- NCIS - Unità anticrimine (NCIS) - serie TV, episodi 7x13-7x19 (2010)
- Scoundrels - serie TV, 3 episodi (2010)
- The Glades - serie TV, 1 episodio (2010)
- Charlie's Angels - serie TV, 1 episodio (2011)
- Untitles Allan Loeb Project, regia di James Steven Sadwith - film TV (2011)
- 90210 - serie TV, 3 episodi (2011-2012)
- Criminal Minds - serie TV, episodio 7x12 (2012)
- Undertow, regia di Dale G. Bradley (2012)
- Il dubbio della verità (The Wrong Woman), regia di Richard Gabai (2013)
- Sequestered – serie TV, 12 episodi (2014)
- Messaggio per uccidere (Truth & Lies), regia di George Ercshbamer - film TV (2015)
- Seduzione letale (Lethal Seduction), regia di Nancy Leopardi - film TV (2015)
- Racconto di Natale di una dogsitter (A Dogwalker's Christmas Tale), regia di Letia Clouston - film TV (2015)
- The Crooked Man, regia di Jesse Holland (2016)
- Con Man - serie TV, 1 episodio (2016)
- Amore assassino (Girlfriend Killer), regia di Alan Darnay - film TV (2017)
- Kingdom - serie TV, 1 episodio (2017)
- Snatched, regia di Brian Skiba (2018)
- The Magicians - serie TV, 3 episodi (2018)
- Code Black - serie TV, 1 episodio (2018)
- The Affair: Una relazione pericolosa (The Affair) - serie TV, 2 episodi (2018)
- American Horror Story - serie TV, 1 episodio (2018)
- NCIS: Los Angeles - serie TV, 1 episodio (2018)
- All American - serie TV, 3 episodi (2018)
- All Rise - serie TV, 1 episodio (2019)

## Videogiochi
- Ancient Space (2014) - voce
- Blade Runner: Revelations (2018) - voce

## Doppiatrici italiane
Nelle versioni in italiano delle opere in cui ha recitato, Dina Meyer è stata doppiata da:
- Cristina Boraschi in Johnny Mnemonic, Sex Crimes 3, Saw II - La soluzione dell'enigma, Saw III - L'enigma senza fine, Saw IV - Il gioco continua, CSI - Scena del crimine, Criminal Minds
- Francesca Fiorentini in Point Pleasant, Bats, Charlie's Angels, NCIS: Los Angeles
- Alessandra Cassioli in Dragonheart, CSI: Miami, Castle, 90210
- Claudia Catani in D-Tox, Detective Monk
- Roberta Pellini in CSI - Scena del crimine (ep. 5x05), Code Black
- Pinella Dragani in The Mentalist, The Web - Incontri pericolosi
- Laura Romano in The Glades, Dead in Tombstone
- Claudia Razzi in Scoundrels - Criminali in famiglia, The Affair - Una relazione pericolosa
- Anna Cesareni in Beverly Hills 90210
- Francesca Guadagno in Birds of Prey
- Tenerezza Fattore in Saw - L'enigmista
- Franca D'Amato in Star Trek: La nemesi
- Eleonora De Angelis in Starship Troopers
- Valeria Perilli in Testimone pericoloso
- Tiziana Avarista in Decoys 2: Seduzione aliena
- Marisa Della Pasqua in Unspeakable
- Gabriella Borri in Marlowe - Omicidio a Poodle Springs
- Valentina Mari in Stranger Than Fiction
- Alessandra Korompay in Burn Notice - Duro a morire
- Anna Radici in Nip/Tuck
- Emanuela Rossi in CSI - Scena del crimine (ep. 11x17)
- Rachele Paolelli in Messaggio per uccidere
- Sonia Mazza in Detective Knight - Fine dei giochi
- Domitilla D'Amico in Starship Troopers - Attacco su Marte
- Daniela Abbruzzese in All Rise